# 王越丰
王越丰（1930年9月—1999年7月25日），黎族，海南琼中人，中华人民共和国政治人物。

## 生平
1948年4月至1949年4月，任广东省琼中县乡支前宣传员，在广东省海南黎族苗族自治区干部学校学习。1949年4月至1952年7月，任广东省海南黎族苗族自治州工作队队员、副队长，广东省白沙县二区中心小学教员、团支部书记，三区区公所文书。1951年2月，加入中国共产党。1952年7月至1954年7月，在中南民族学院学习，其间任学生会主席、院团委副书记。1954年7月至1972年，任白沙县办公室干事，中共白沙县委工交工作部副部长、部长，中共广东省东方县委工交部部长，工交战线党总支部书记，中共白沙县委常委、白沙县常务副县长，白沙县革委会生产组副组长、革委会副主任、中共白沙县委副书记。1972年至1977年，任中共白沙县委书记、白沙县革委会主任、中共海南黎族苗族自治州委常委。1977年11月至1983年7月，任中共海南黎族苗族自治州委常委、州革委会副主任、州委副书记、州长，中共广东省海南行政区委常委。1983年7月至1987年，任中共海南行政区委副书记、海南行政区人民政府负责人。1987年9月至1988年2月，任海南建省筹备组成员。1988年2月起，任中共海南省工委常委、海南省副省长。1988年8月至1991年5月，任海南省副省长，1988年9月起，兼任海南省民委主任，1988年9月至1991年4月，任中共海南省委常委。1991年4月至1996年2月，任海南省政协副主席。1993年3月，当选为第八届全国人大常委会委员。1998年3月，第九届全国人大第一次会议上，他连任全国人民代表大会常务委员会委员。
1999年7月25日，在海口逝世。此外他还是中共第十二届中央候补委员，十三届中央候补委员；十三届九中全会递补委员。